# Ου
Cette page contient des caractères spéciaux ou non latins. S’ils s’affichent mal (▯, ?, etc.), consultez la page d’aide Unicode.
Ne doit pas être confondu avec la lettre cyrillique ouk Ꙋ ni avec la lettre latine Ȣ.
Le omicron upsilon,  ου est un digramme de l’alphabet grec souvent représenté par une ligature. Sa ligature a été réutilisée pour la lettre cyrillique ouk ‹ Ꙋ, ꙋ › et la lettre latine ou ‹ Ȣ, ȣ ›.

## Utilisation

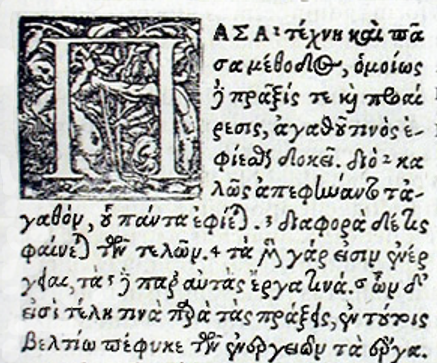
Extrait d'une impression ancienne de l'Éthique à Nicomaque d'Aristote, datant de 1566. La ligature ου est visible sur la quatrième ligne.
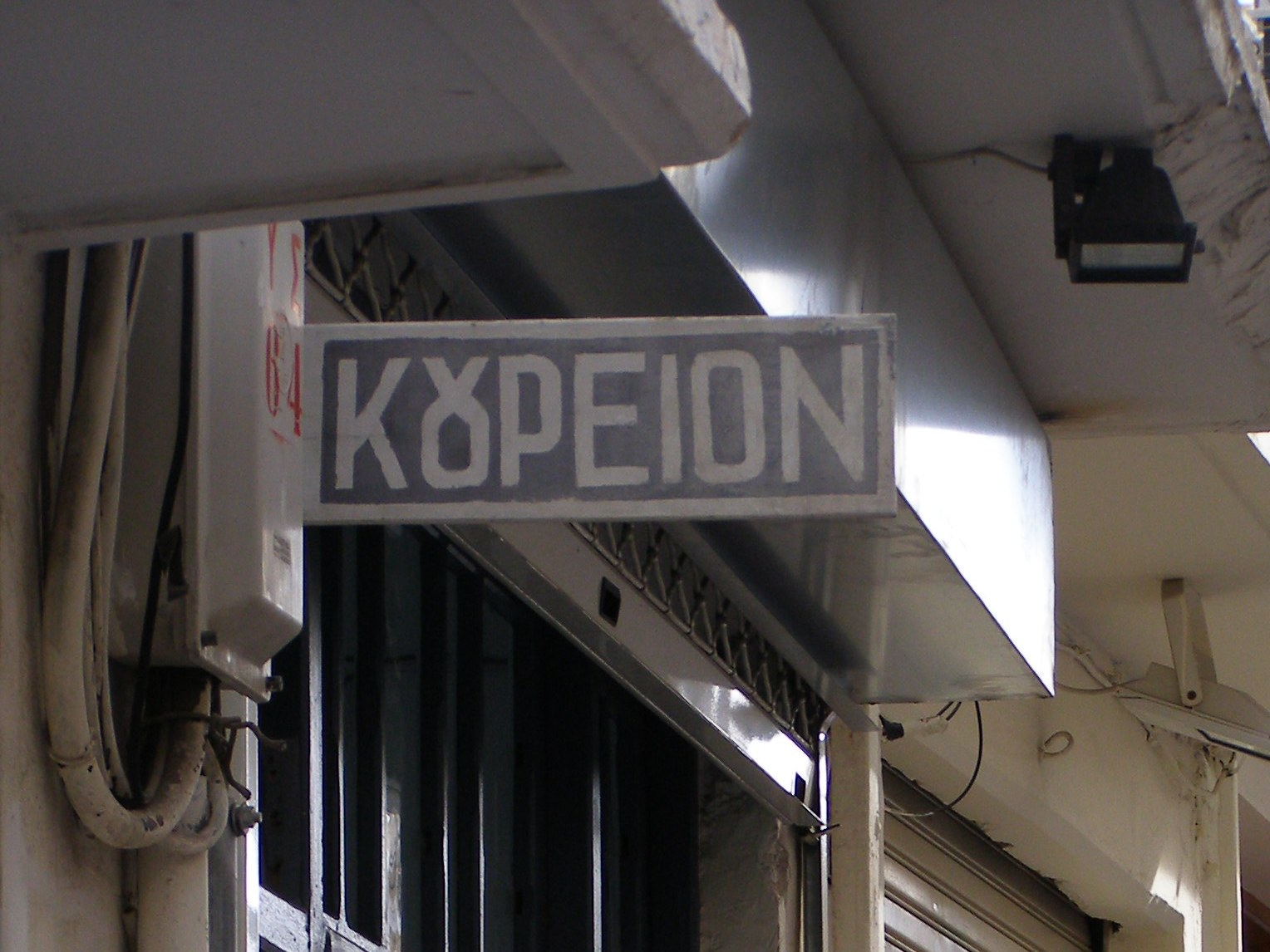
Panneau d’un salon de coiffure avec la ligature typographique.

Dans l'écriture du grec, la ligature d'un omicron et d'un upsilon a la forme de ce dernier placé au-dessus du premier. Fréquemment utilisée au Moyen Âge, particulièrement dans les manuscrits byzantins, son usage s'estompe avec la généralisation de l'imprimerie. Comme les autres ligatures de l'alphabet grec, elle devient peu usitée à la fin du XVIIIe siècle et est désormais généralement obsolète.

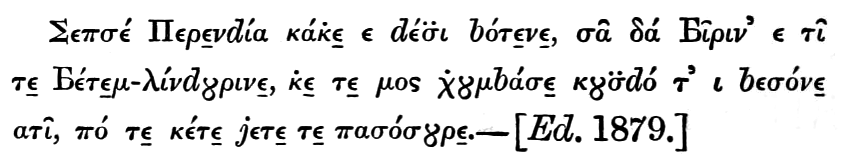
Extrait de la Bible en albanais de 1879 utilisant l’alphabet grec albanais et la lettre ligature omicron upsilon.

La ligature omicron upsilon a été utilisée dans certaines versions l’alphabet grec albanais utilisé au XIXe siècle.

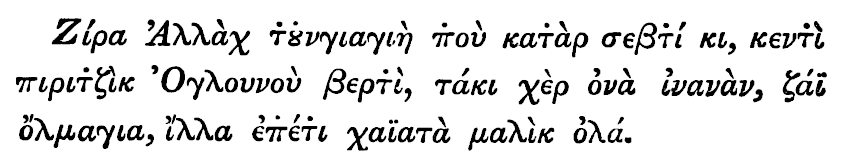
Extrait de la Bible en turc karamanli.

Cette ligature a aussi été utilisée en turc karamanli écrit avec l’alphabet grec.

### Autres usages
La ligature, dans ces formes majuscule et minuscules, est occasionnellement utilisée pour représenter la forme minuscule de У dans l'alphabet roumain de transition, le glyphe pour le graphème ꙋ étant rarement disponible.
Dans l'alphabet cyrillique, la lettre archaïque ouk (ОУ), un digramme de О et У, possède une ligature similaire : Ꙋ, ꙋ.
Dans l’alphabet latin, la lettre ou (Ȣ) est directement dérivé de la ligature grecque.

## Représentation informatique
La ligature omicro upsilon étant une ligature esthétique sans sens différent de la séquence des lettres omicron et upsilon, celle-ci n’a pas été codée en informatique. Elle est donc généralement représentée à l’aide de police format une ligature avec les lettres omicron et upsilon.
Sa forme peut être obtenue, parfois par approximation, avec les caractères latins de la lettre ou ‹ Ȣ, ȣ › ou du symbole phonétique latin petite capitale ou ‹ ᴕ ›, ou les caractères cyrillique de la lettre ouk ‹ Ꙋ, ꙋ, ᲈ ›.

## Sources
- Alexandre Asanovic et Sladjana Stankovic, « Histoire d’un caractère : Les tribulations d’un digraphe byzantin retrouvé en pays huron », sur Bibliothèque universitaire des langues et civilisations (BULAC), 2010
- (en) Yannis Haralambous, From Unicode to typography, a case study: the Greek script (14th International Unicode Conference, Boston, 1999), 1999 (lire en ligne)
- (en) Nick Nicholas, « Other ligatures », sur Nick Nicholas’ Home Page, 14 septembre 2003